# 12857 Johandemessie
12857 Johandemessie eller 1998 HQ97 är en asteroid i huvudbältet som upptäcktes den 21 april 1998 av LINEAR i Socorro County, New Mexico. Den är uppkallad efter Johan DeMessie.
Den tillhör asteroidgruppen Koronis.